# Fumitake Miura
Fumitake Miura (jap. 三浦 文丈, Miura Fumitake; * 12. August 1970 in der Präfektur Shizuoka) ist ein ehemaliger japanischer Fußballspieler und -trainer.

## Karriere
Miura erlernte das Fußballspielen in der Schulmannschaft der Shimizu Commercial High School und der Universitätsmannschaft der Universität Tsukuba. Seinen ersten Vertrag unterschrieb er 1993 bei den Yokohama Marinos. Der Verein spielte in der höchsten Liga des Landes, der J1 League. Mit dem Verein wurde er 1995 japanischer Meister. Für den Verein absolvierte er 146 Erstligaspiele. 1999 wechselte er zum Ligakonkurrenten Kyoto Purple Sanga. Im Oktober 1999 wechselte er zum Ligakonkurrenten Júbilo Iwata. Mit dem Verein wurde er 1999 japanischer Meister. 2001 wechselte er zum Ligakonkurrenten FC Tokyo. 2004 gewann er mit dem Verein den J.League Cup. Für den Verein absolvierte er 100 Erstligaspiele. Ende 2006 beendete er seine Karriere als Fußballspieler.

## Erfolge
Yokohama Marinos
- J1 League

Meister: 1995
Júbilo Iwata
- J1 League

Meister: 1999
FC Tokyo
- J.League Cup

Sieger: 2004